# Robert Clive
Robert Clive, 1.° barón de Clive, KB, FRS (29 de septiembre de 1725-22 de noviembre de 1774), también conocido como Clive de la India, fue el primer gobernador británico de la presidencia de Bengala. A Clive se le atribuye ampliamente haber sentado las bases del gobierno de la Compañía Británica de las Indias Orientales (EIC) en Bengala. Comenzó como "escritor" (término usado entonces en la India para referirse a un oficinista) para la EIC en 1744. Sin embargo, tras verse envuelto en una acción militar durante la caída de Madrás, Clive se unió al ejército privado de la EIC. Ascendió rápidamente en las filas militares de la EIC y finalmente se le atribuyó el establecimiento del gobierno de la Compañía en Bengala al ganar la batalla de Plassey en 1757. A cambio de apoyar al nabab Mir Jafar como gobernante de Bengala, Clive recibió la garantía de un jagir de 90.000 libras esterlinas (8600.000) anuales, que era la renta que la Compañía Neerlandesa de las Indias Orientales (VOC) pagaría al nabab por su concesión de recaudación de impuestos. Cuando Clive abandonó la India en enero de 1767, poseía una fortuna de 900.000 libras esterlinas (25.700.000), que remitió a través de la VOC.

## Biografía

### Primeros años
Robert Clive nació en Styche, la finca de la familia Clive, cerca de Market Drayton en Shropshire, el 29 de septiembre de 1725, hijo de Richard Clive y Rebecca (de soltera Gaskell) Clive. La familia había poseído la pequeña finca desde la época de Enrique VII y contaba con una larga trayectoria en el servicio público: entre sus miembros se encontraban un ministro de Hacienda de Irlanda bajo Enrique VIII y un miembro del Parlamento largo. El padre de Robert, quien complementaba los modestos ingresos de la finca ejerciendo como abogado, también sirvió en el Parlamento durante muchos años, representando a Montgomeryshire. Robert era el hijo mayor de trece hijos; tenía siete hermanas y cinco hermanos, seis de los cuales murieron en la infancia.

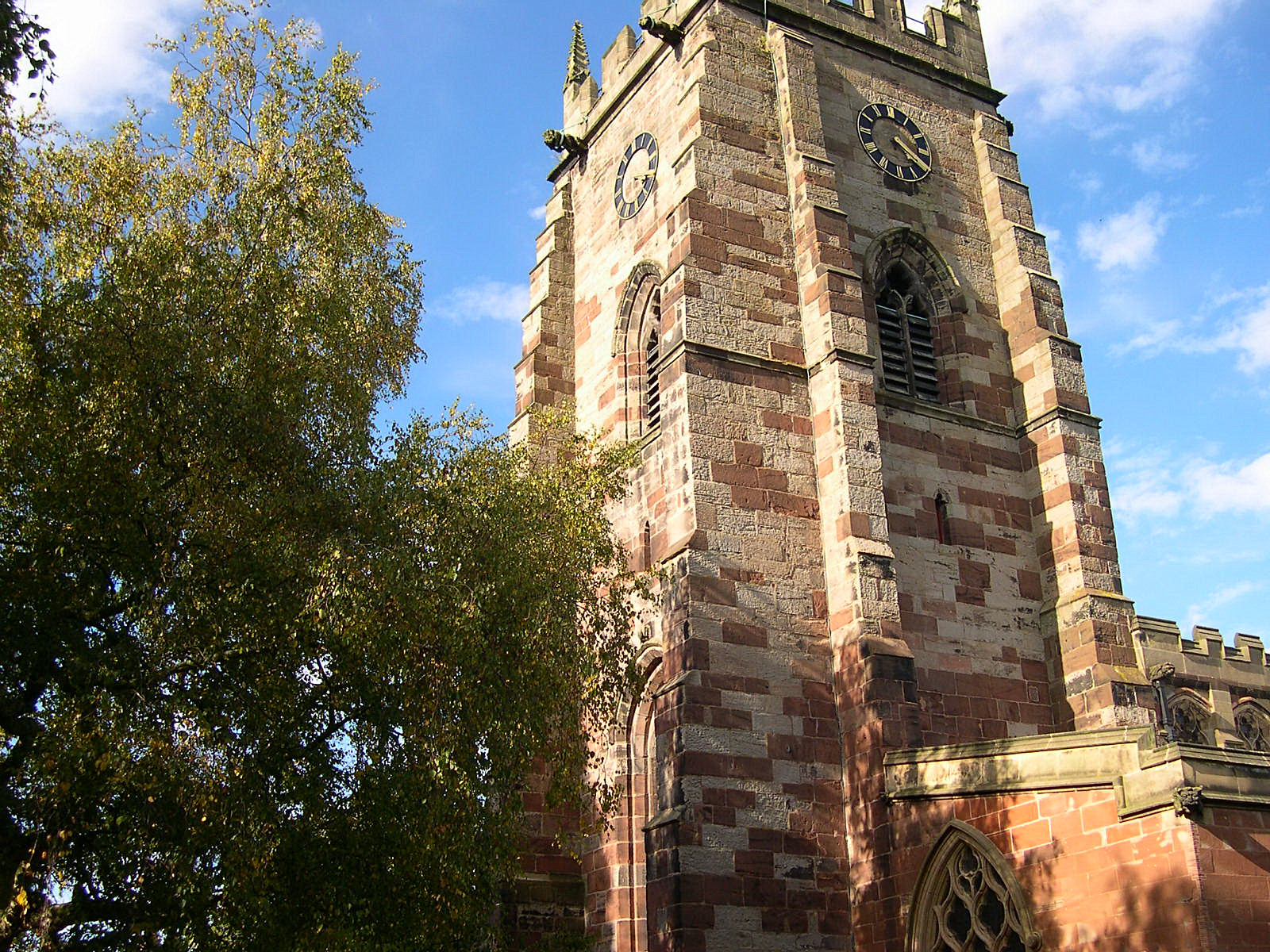
St Mary's Church, Market Drayton, whose tower Clive is reputed to have climbed

El padre de Clive era conocido por su temperamento irascible, que el niño aparentemente heredó. Por razones desconocidas, Clive fue enviado a vivir con la hermana de su madre en Mánchester cuando aún era un niño pequeño. El lugar es ahora el Hospital Hope. El biógrafo Robert Harvey sugiere que esta mudanza se debió a que el padre de Clive estaba ocupado en Londres tratando de mantener a la familia. Daniel Bayley, el marido de la hermana, informó que el niño era "desmesuradamente adicto a las peleas". Era un alborotador habitual en las escuelas a las que fue enviado. Cuando era mayor, él y una pandilla de adolescentes establecieron una red de protección que vandalizaba las tiendas de los comerciantes no cooperativos en Market Drayton. [Nota: el original de estas historias aparece por primera vez en la biografía de John Malcolm de 1836 que dice que estas eran anécdotas verbales que le fueron contadas, de tercera mano, en 1827, 53 años después de la muerte de Robert Clive] Allí Clive también exhibió valentía a una edad temprana. Se dice que trepó a la torre de la iglesia parroquial de Santa María en Market Drayton y se encaramó en una gárgola, asustando a los de abajo.
Cuando Clive tenía nueve años, su tía falleció y, tras una breve estancia en el estrecho alojamiento londinense de su padre, regresó a Shropshire. Allí asistió a la escuela secundaria Market Drayton, donde su comportamiento rebelde (y la mejora en la situación económica de la familia) impulsó a su padre a enviarlo a la escuela Merchant Taylors' School de Londres. Su mal comportamiento persistió, y posteriormente fue enviado a una escuela de oficios en Hertfordshire para completar su educación básica. A pesar de su temprana falta de erudición, en sus últimos años se dedicó a mejorar su educación. Con el tiempo, desarrolló un estilo de escritura distintivo, y William Pitt describió un discurso en la Cámara de los Comunes como el más elocuente que jamás había escuchado.

### La guerra
La vida parecía carecer de sentido para el joven Clive cuando en 1746 la situación dio un brusco giro, a causa de la toma de Madrás por parte de las tropas francesas dos años después del reinicio de las hostilidades entre Francia y Gran Bretaña. Clive y otros hombres pudieron escapar de la ciudad y refugiarse en un fuerte cercano en dirección al sur que aún permanecía en manos inglesas, el fuerte St. David. Fue en 1747 cuando voluntario en diversas campañas bélicas, Clive abandonó definitivamente su trabajo civil como escribiente para entrar a formar parte del ejército británico como alférez.
Un año después, en 1748, llegó al fuerte el comandante Lawrence, un militar veterano que tuvo una gran influencia en Clive. Haciéndose cargo de las tropas de St. David, consiguió la victoria contra los franceses, que habían lanzado un ataque sin cuartel contra el fuerte.
La firma del tratado de Aquisgrán en 1748 no impidió que la contienda prosiguiese. Clive comenzó a destacar en diversas expediciones antifrancesas, llamando la atención por su valentía, rasgo que le salvó de una muerte segura en más de una ocasión. Entre 1751 y 1753 tuvieron lugar las Segundas Guerras Carnáticas, en las que Clive participó activamente en distintas expediciones llevadas a cabo contra las tropas francesas y contra sus aliados nativos. La más conocida de ellas, y la que le dio a Robert Clive una reputación de peso en su país y en Europa, fue la del asedio de Arcot.
En 1753 regresó a su patria tras diez largos años, convertido en un hombre adulto y en un héroe. Antes de su regreso a la India, contrajo matrimonio con la hermana de su buen amigo Nevil Maskelyne, la joven dama Margaret Maskelyne, con quien se instaló cómodamente en la ciudad de Londres.

### Regreso a la India
Su estancia en la capital británica duró apenas dos años, durante los cuales Robert Clive volvió a trabajar, esta vez desde la metrópoli, para la Compañía Británica de las Indias Orientales. Estaba impaciente por volver y el anuncio de su regreso a la India no se hizo esperar, ya que los conflictos en el subcontinente estaban aún muy lejos de haber llegado a su fin. Esta vez fue enviado como teniente coronel y gobernador del fuerte de St. David.

#### Los piratas
Llegó a la India en 1755 para colaborar con el almirante Watson en una acción que la flota del Reino Unido se disponía a efectuar contra el fuerte de Gheriah, refugio de un poderoso pirata maratha conocido como Angria.
La negativa del fuerte a rendirse provocó un bombardeo bidireccional que acabó con la rendición de los piratas. Participando en otras expediciones como ésta, Clive alcanzó la fama en todo el continente europeo.

#### El control de la India
Clive tomó Bombay, arrebató a Francia la ciudad de Chandernagor y contribuyó también con su actuación a liberar Calcuta, que había sido capturada por el nabab de Bengala, Siraj-Ud-Dawlah. Clive reconquistó la ciudad y liberó a los pocos supervivientes que habían quedado entre los prisioneros británicos capturados, cautivos en la mazmorra que sería conocida como el «agujero negro» de Calcuta. Tras obtener beneficiosos acuerdos con el nuevo nabab, Mir- Jafant, Clive se enfrentó a las tropas de Siraj-ud-dawlah, logrando la victoria histórica de la batalla de Plassey, que dejaría a Gran Bretaña en una posición sumamente aventajada en el extenso territorio de las Indias Orientales, otorgándole el control sobre Bengala.

### Barón de Clive de Plassey
Tras algún que otro enfrentamiento con los franceses en Madrás y la expulsión de los holandeses, en 1760 Robert Clive regresó a Inglaterra y, con parte de la fortuna lograda en la India, compró un asiento en el parlamento británico, con la intención de conseguir una buena posición en el panorama político de su país. En 1762 fue nombrado Barón de Clive de Plassey y en 1765 regresó a la India.

#### Gobernador
Durante un breve período ejerció el cargo de comandante en jefe de las tropas británicas y de gobernador general en Bengala. Pero a lo largo de toda su carrera, a causa de su manera de llevar a cabo las distintas negociaciones con el enemigo, de sus reformas en la configuración de la Compañía Británica de las Indias Orientales y también debido a su paulatino y obvio enriquecimiento, Clive había sido una figura muy criticada por sus iguales.

### Suicidio
Por ello, de vuelta a Gran Bretaña, se le acusó de especular y de haberse enriquecido gracias a recursos dudosamente honrosos. Aunque Clive se defendió ante el parlamento con dignidad, estos tristes acontecimientos hicieron mella en él, por aquel entonces enfermo y adicto al opio. Cayó en una profunda depresión y se suicidó en noviembre de 1774, a los 49 años. 